# Vedevåg
Vedevåg is een plaats in de gemeente Lindesberg in het landschap Västmanland en de provincie Örebro län in Zweden. De plaats heeft 718 inwoners (2005) en een oppervlakte van 147 hectare. Een verouderde spelling van de plaatsnaam is Wedevåg.

## Verkeer en vervoer
Bij de plaats loopt de Länsväg 249.
De plaats heeft een station aan de spoorlijn Gävle - Kil/Frövi.